# Dicsértessék (folyóirat)
Dicsértessék  címmel a svájci magyar katolikusok 1950 január és május között havilapot adtak ki Henkey-Hőnig Károly szerkesztésében. (Elődje a Svájci Magyar Katolikus Tudósító (1949), utódja az Életünk (1969). 